# Gérard de Haméricourt
Gérard de Haméricourt,  mort le 15 mai 1577, est un  prélat belge du XVIe siècle.

## Biographie
Gérard de Haméricourt est abbé de Saint-Bertin, quand il est nommé évêque de Saint-Omer en 1563 au lieu de Guillaume de Poitiers qui a refusé la nomination. Il fond le collège des jésuites pour l'instruction gratuite de la jeunesse de cette ville. Il en fond aussi un à Louvain.
Une rue à son nom est située dans la ville de Saint-Omer. Depuis la seconde moitié du XXe siècle, elle est intégrée dans l'enceinte du collège Saint-Bertin (entre le « petit-collège » et le collège).